# Europarlamentari dell'Italia della VIII legislatura
Gli europarlamentari dell'Italia della VIII legislatura, eletti in occasione delle elezioni europee del 2014, sono stati i seguenti.

## Riepilogo
| Lista | Lista                                            | Nord-ovest                                                                                                  | Nord-est | Centro                                                                                                  | Sud                                                   | Isole    |
| --- | ------------------------------------------------ | --- | --- | --- | ----------------------------------------------------- | -------- |
| | Partito Democratico (seggi: 31)                  | Seggi: 9 | Seggi: 6 | Seggi: 7                                                                                                | Seggi: 6                                              | Seggi: 3 |
| - Alessia Mosca - Sergio Cofferati - Mercedes Bresso - Patrizia Toia - Antonio Panzeri - Renata Briano - Luigi Morgano - Brando Benifei - Daniele Viotti | Partito Democratico (seggi: 31)                  | - Alessandra Moretti - Flavio Zanonato - Cécile Kyenge - Paolo De Castro - Isabella De Monte - Elly Schlein | - Simona Bonafè - David Sassoli - Enrico Gasbarra - Goffredo Bettini - Nicola Danti - Silvia Costa - Roberto Gualtieri | - Gianni Pittella - Pina Picierno - Elena Gentile - Massimo Paolucci - Andrea Cozzolino - Nicola Caputo | - Renato Soru - Caterina Chinnici - Michela Giuffrida |          |
| | Movimento 5 Stelle (seggi: 17)                   | Seggi: 4 | Seggi: 3 | Seggi: 3                                                                                                | Seggi: 5                                              | Seggi: 2 |
| - Tiziana Beghin - Marco Valli - Eleonora Evi - Marco Zanni                                                                                              | Movimento 5 Stelle (seggi: 17)                   | - David Borrelli - Marco Affronte - Marco Zullo                                                             | - Laura Agea - Fabio Massimo Castaldo - Dario Tamburrano                                                               | - Isabella Adinolfi - Laura Ferrara - Rosa D'Amato - Daniela Aiuto - Piernicola Pedicini                | - Ignazio Corrao - Giulia Moi                         |          |
| | Forza Italia (seggi: 13)                         | Seggi: 3 | Seggi: 2 | Seggi: 2                                                                                                | Seggi: 4                                              | Seggi: 2 |
| - Giovanni Toti - Lara Comi - Alberto Cirio | Forza Italia (seggi: 13)                         | - Elisabetta Gardini - Remo Sernagiotto                                                                     | - Antonio Tajani - Alessandra Mussolini                                                                                | - Raffaele Fitto - Aldo Patriciello - Fulvio Martusciello - Barbara Matera                              | - Salvo Pogliese - Salvatore Cicu                     |          |
| | Lega Nord (seggi: 5)                             | Seggi: 2 | Seggi: 2 | Seggi: 1                                                                                                | Seggi: -                                              | Seggi: - |
| - Matteo Salvini - Gianluca Buonanno | Lega Nord (seggi: 5)                             | - Matteo Salvini # - Flavio Tosi - Mara Bizzotto                                                            | - Matteo Salvini # - Mario Borghezio                                                                                   | - | -                                                     |          |
| | Nuovo Centrodestra - Unione di Centro (seggi: 3) | Seggi: 1 | Seggi: - | Seggi: -                                                                                                | Seggi: 1                                              | Seggi: 1 |
| - Maurizio Lupi § - Massimiliano Salini | Nuovo Centrodestra - Unione di Centro (seggi: 3) | - | - | - Lorenzo Cesa                                                                                          | - Giovanni La Via                                     |          |
| | L'Altra Europa con Tsipras (seggi: 3)            | Seggi: 1 | Seggi: - | Seggi: 1                                                                                                | Seggi: 1                                              | Seggi: - |
| - Moni Ovadia § - Curzio Maltese | L'Altra Europa con Tsipras (seggi: 3)            | - | - Barbara Spinelli | - Barbara Spinelli # - Eleonora Forenza                                                                 | -                                                     |          |
| | Südtiroler Volkspartei (seggi: 1)                | Seggi: - | Seggi: 1 | Seggi: -                                                                                                | Seggi: -                                              | Seggi: - |
| - | Südtiroler Volkspartei (seggi: 1)                | - Herbert Dorfmann                                                                                          | - | - | -                                                     |          |
| Totale (73 seggi) | Totale (73 seggi)                                | 20 | 14 | 14 | 17                                                    | 8        |

- Nota: § rinuncia al seggio; # opta per altra circoscrizione.

## Composizione storica
| Europarlamentare            | Lista                        | Gruppo  |
| --------------------------- | ---------------------------- | ------- |
| Isabella Adinolfi           | Movimento 5 Stelle           | EFDD    |
| Marco Affronte              | Movimento 5 Stelle           | EFDD    |
| Laura Agea                  | Movimento 5 Stelle           | EFDD    |
| Daniela Aiuto               | Movimento 5 Stelle           | EFDD    |
| Tiziana Beghin              | Movimento 5 Stelle           | EFDD    |
| Brando Benifei              | Partito Democratico          | S&D     |
| Goffredo Bettini            | Partito Democratico          | S&D     |
| Mara Bizzotto               | Lega Nord                    | NI      |
| Simona Bonafè               | Partito Democratico          | S&D     |
| Mario Borghezio             | Lega Nord                    | NI      |
| David Borrelli              | Movimento 5 Stelle           | EFDD    |
| Mercedes Bresso             | Partito Democratico          | S&D     |
| Renata Briano               | Partito Democratico          | S&D     |
| Gianluca Buonanno           | Lega Nord                    | NI      |
| Nicola Caputo               | Partito Democratico          | S&D     |
| Fabio Massimo Castaldo      | Movimento 5 Stelle           | EFDD    |
| Lorenzo Cesa                | NCD-UDC (Unione di Centro)   | PPE     |
| Caterina Chinnici           | Partito Democratico          | S&D     |
| Salvatore Cicu              | Forza Italia                 | PPE     |
| Alberto Cirio               | Forza Italia                 | PPE     |
| Sergio Cofferati            | Partito Democratico          | S&D     |
| Lara Comi                   | Forza Italia                 | PPE     |
| Ignazio Corrao              | Movimento 5 Stelle           | EFDD    |
| Silvia Costa                | Partito Democratico          | S&D     |
| Andrea Cozzolino            | Partito Democratico          | S&D     |
| Rosa D'Amato                | Movimento 5 Stelle           | EFDD    |
| Nicola Danti                | Partito Democratico          | S&D     |
| Paolo De Castro             | Partito Democratico          | S&D     |
| Isabella De Monte           | Partito Democratico          | S&D     |
| Herbert Dorfmann            | Südtiroler Volkspartei       | PPE     |
| Eleonora Evi                | Movimento 5 Stelle           | EFDD    |
| Laura Ferrara               | Movimento 5 Stelle           | EFDD    |
| Raffaele Fitto              | Forza Italia                 | PPE     |
| Eleonora Forenza            | L'Altra Europa con Tsipras   | GUE/NGL |
| Elisabetta Gardini          | Forza Italia                 | PPE     |
| Enrico Gasbarra             | Partito Democratico          | S&D     |
| Elena Gentile               | Partito Democratico          | S&D     |
| Michela Giuffrida           | Partito Democratico          | S&D     |
| Roberto Gualtieri           | Partito Democratico          | S&D     |
| Kashetu Kyenge              | Partito Democratico          | S&D     |
| Giovanni La Via             | NCD-UDC (Nuovo Centrodestra) | PPE     |
| Curzio Maltese              | L'Altra Europa con Tsipras   | GUE/NGL |
| Fulvio Martusciello         | Forza Italia                 | PPE     |
| Barbara Matera              | Forza Italia                 | PPE     |
| Giulia Moi                  | Movimento 5 Stelle           | EFDD    |
| Alessandra Moretti          | Partito Democratico          | S&D     |
| Luigi Morgano               | Partito Democratico          | S&D     |
| Alessia Mosca               | Partito Democratico          | S&D     |
| Alessandra Mussolini        | Forza Italia                 | PPE     |
| Pier Antonio Panzeri        | Partito Democratico          | S&D     |
| Massimo Paolucci            | Partito Democratico          | S&D     |
| Aldo Patriciello            | Forza Italia                 | PPE     |
| Piernicola Pedicini         | Movimento 5 Stelle           | EFDD    |
| Pina Picierno               | Partito Democratico          | S&D     |
| Gianni Pittella             | Partito Democratico          | S&D     |
| Salvatore Domenico Pogliese | Forza Italia                 | PPE     |
| Massimiliano Salini         | NCD-UDC (Nuovo Centrodestra) | PPE     |
| Matteo Salvini              | Lega Nord                    | NI      |
| David Sassoli               | Partito Democratico          | S&D     |
| Elly Schlein                | Partito Democratico          | S&D     |
| Remo Sernagiotto            | Forza Italia                 | PPE     |
| Renato Soru                 | Partito Democratico          | S&D     |
| Barbara Spinelli            | L'Altra Europa con Tsipras   | GUE/NGL |
| Antonio Tajani              | Forza Italia                 | PPE     |
| Dario Tamburrano            | Movimento 5 Stelle           | EFDD    |
| Patrizia Toia               | Partito Democratico          | S&D     |
| Flavio Tosi                 | Lega Nord                    | NI      |
| Giovanni Toti               | Forza Italia                 | PPE     |
| Marco Valli                 | Movimento 5 Stelle           | EFDD    |
| Daniele Viotti              | Partito Democratico          | S&D     |
| Marco Zanni                 | Movimento 5 Stelle           | EFDD    |
| Flavio Zanonato             | Partito Democratico          | S&D     |
| Marco Zullo                 | Movimento 5 Stelle           | EFDD    |

## Modifiche intervenute

### Partito Democratico
- In data 18.02.2015 a Alessandra Moretti subentra Damiano Zoffoli.
- In data 17.04.2018 a Gianni Pittella subentra Giuseppe Ferrandino.

### Forza Italia
- In data 13.07.2015 a Giovanni Toti subentra Stefano Maullu.
- In data 19.07.2018 a Salvo Pogliese subentra Gianfranco Micciché.
- In data 20.08.2018 a Gianfranco Micciché subentra Innocenzo Leontini.

### Lega Nord
- In data 11.07.2014 a Flavio Tosi subentra Lorenzo Fontana.
- In data 07.07.2016 a Gianluca Buonanno subentra Angelo Ciocca.
- In data 17.04.2018 a Matteo Salvini subentra Oscar Lancini.
- In data 17.04.2018 a Lorenzo Fontana subentra Giancarlo Scottà.

### Modifiche intervenute nella rappresentanza dei partiti nazionali e dei gruppi
- In data 19.01.2015 Sergio Cofferati lascia il PD; in data 16.05.2018 aderisce a SI.
- In data 08.05.2015 Elly Schlein lascia il PD; in data 21.06.2015 aderisce a Pos.
- In data 11.05.2015 Barbara Spinelli lascia L'Altra Europa con Tsipras.
- In data 19.05.2015 Raffaele Fitto lascia il PPE e si iscrive a ECR; in data 07.12.2015 lascia FI e aderisce a CoR.
- In data 07.07.2015 Remo Sernagiotto lascia il PPE e si iscrive a ECR; in data 15.02.2016 lascia FI e aderisce a CoR.
- In data 01.10.2015 Massimiliano Salini lascia NCD e aderisce a FI.
- In data 11.01.2017 Marco Affronte lascia il M5S; in data 11.01.2017 si iscrive al gruppo Verdi/ALE; in data 26.02.2019 aderisce alla FdV.
- In data 18.01.2017 Marco Zanni lascia il M5S; in data 14.05.2018 aderisce alla Lega.
- In data 30.03.2017 Massimo Paolucci e Flavio Zanonato lasciano il PD e aderiscono a MDP.
- In data 31.08.2017 Antonio Panzeri lascia il PD e aderisce a MDP.
- In data 13.02.2018 David Borrelli lascia il M5S, passando ai Non iscritti; in data 14.04.2019 aderisce a +Europa, iscrivendosi all'ALDE.
- In data 30.09.2018 Daniela Aiuto lascia il M5S; in data 29.03.2019 aderisce a IIC.
- In data 14.11.2018 Giovanni La Via lascia AP e aderisce a FI.
- In data 29.11.2018 Stefano Maullu lascia FI e aderisce a FdI; in data 12.12.2018 lascia il PPE e si iscrive a ECR.
- In data 07.01.2019 Marco Valli lascia il M5S.
- In data 08.01.2019 Giulia Moi lascia il M5S.
- In data 16.01.2019 Innocenzo Leontini lascia il PPE e si iscrive a ECR; in data 14.02.2019 lascia FI e aderisce a FdI.
- In data 12.04.2019 Elisabetta Gardini lascia FI; in data 17.04.2019 lascia il PPE e si iscrive a ECR; in data 18.04.2019 aderisce a FdI.

## Tabelle di sintesi

### Gruppi politici
| Gruppo parlamentare | Inizio | 2015 | 2016 | 2017 | 2018 | 2019 |
| ------------------- | ------ | ---- | ---- | ---- | ---- | ---- |
| S&D                 | 31     | 31   | 31   | 31   | 31   | 31   |
| EFDD                | 17     | 17   | 17   | 16   | 15   | 14   |
| PPE                 | 17     | 15   | 15   | 15   | 14   | 12   |
| ENF                 | -      | 5    | 5    | 6    | 6    | 6    |
| GUE/NGL             | 3      | 3    | 3    | 3    | 3    | 3    |
| ECR                 | -      | 2    | 2    | 2    | 3    | 5    |
| Verdi/ALE           | -      | -    | -    | 1    | 1    | 1    |
| ALDE                | -      | -    | -    | -    | -    | 1    |
| Non iscritti        | 5      | -    | -    | -    | 1    | -    |
| Totale              | 73     | 73   | 73   | 73   | 73   | 73   |

### Partiti italiani
| Partito                                           | Inizio | 2015 | 2016 | 2017 | 2018 | 2019 |
| ------------------------------------------------- | ------ | ---- | ---- | ---- | ---- | ---- |
| Partito Democratico                               | 31     | 29   | 29   | 26   | 26   | 26   |
| Movimento 5 Stelle                                | 17     | 17   | 17   | 15   | 13   | 11   |
| Forza Italia                                      | 13     | 13   | 12   | 12   | 12   | 10   |
| Lega Nord                                         | 5      | 5    | 5    | 5    | 6    | 6    |
| L'Altra Europa con Tsipras                        | 3      | 2    | 2    | 2    | 2    | 2    |
| Nuovo Centrodestra / Alternativa Popolare         | 2      | 1    | 1    | 1    | -    | -    |
| Unione di Centro                                  | 1      | 1    | 1    | 1    | 1    | 1    |
| Südtiroler Volkspartei                            | 1      | 1    | 1    | 1    | 1    | 1    |
| Conservatori e Riformisti / Direzione Italia      | -      | 1    | 2    | 2    | 2    | 2    |
| Possibile                                         | -      | 1    | 1    | 1    | 1    | 1    |
| Articolo 1 - Movimento Democratico e Progressista | -      | -    | -    | 3    | 3    | 3    |
| Fratelli d'Italia                                 | -      | -    | -    | -    | 1    | 3    |
| Sinistra Italiana                                 | -      | -    | -    | -    | 1    | 1    |
| Federazione dei Verdi                             | -      | -    | -    | -    | -    | 1    |
| +Europa                                           | -      | -    | -    | -    | -    | 1    |
| Italia in Comune                                  | -      | -    | -    | -    | -    | 1    |
| Indipendenti                                      | -      | 2    | 2    | 4    | 4    | 3    |
| Totale                                            | 73     | 73   | 73   | 73   | 73   | 73   |